# 丹地當代藝術
邓迪當代藝術（英語：Dundee Contemporary Arts）是一座位於蘇格蘭鄧迪的藝術中心，內有兩個當代藝術畫廊、電影院、版畫工作室和教育資源，以及視覺藝術研究中心、商店和咖啡店。丹地當代藝術於1999年3月20日開幕，整項工作花費約900萬鎊，每年約有38萬人參觀。2015年，丹地當代藝術被苏格兰皇家建筑师协会評選為20世紀蘇格蘭100大建築物之一。

## 外部連結
- 官方網站（页面存档备份，存于）

56°27′26″N 2°58′29″W / 56.45709°N 2.974796°W